# Приозёрное (Фёдоровский район)
Приозёрное (каз. Приозерный) — село в Фёдоровском районе Костанайской области Казахстана. Входит в состав Фёдоровского сельского округа. Код КАТО — 396843700.

## Население
В 1999 году население села составляло 458 человек (219 мужчин и 239 женщин). По данным переписи 2009 года, в селе проживали 403 человека (198 мужчин и 205 женщин). По данным переписи 2021 года, в селе проживало 252 человека (122 мужчины и 130 женщин).